# Lagertha
Lagertha est, selon la légende, une skjaldmö viking danoise de l'actuelle Norvège, pendant un temps épouse du Viking Ragnar Lodbrok. Son histoire, telle que relatée par Saxo au XIIe siècle, est peut-être un reflet des histoires concernant Þorgerðr Hölgabrúðr (Þorgerðr souvent donné sous la forme scandinave moderne Thorgerd), une divinité de la mythologie nordique.

## Nom et transcription latine
Son nom, tel qu'il est transcrit par Saxo, Lathgertha, est probablement une latinisation du vieux norrois Hlaðgerðr (Hladgerd).
En anglais, on trouve les transcriptions Lagertha, Ladgertha et Ladgerda.

## Légende

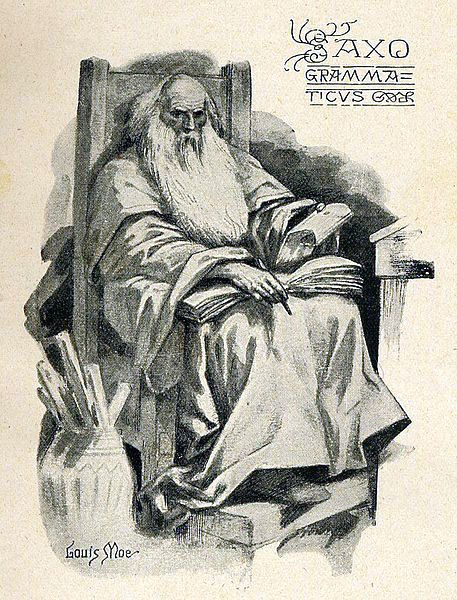
Saxo Grammaticus, par l'illustrateur dano-norvégien Louis Moe (1857-1945).

Son histoire est contenue dans le neuvième volume de Geste des Danois, un livre d'histoire du XIIe siècle par Saxo Grammaticus. Selon la Gesta (¶ 9.4.1–9.4.11), la carrière guerrière de Lagertha commence avec l'invasion de la Norvège par le roi de Suède, Frø, qui tue le roi norvégien, Synardus (en).
Frø place alors les femmes de la famille du roi défunt dans un bordel afin de les humilier publiquement.
Ayant eu vent de cela, Ragnar Lodbrok vient à sa rencontre avec une armée pour venger la mort de son grand-père Synardus. Plusieurs femmes, dont l'abus a été ordonné par Frø, s'habillent comme des hommes et combattent aux côtés de Ragnar. Figure-clé de cette troupe de combattantes, Lagertha contribue de façon importante à la victoire de Ragnar. Selon Saxo :
« Ladgerda, une Amazone douée, qui, malgré le fait qu'elle était une jeune fille, avait le courage d'un homme, et combattit parmi les plus braves avec ses cheveux libres flottant sur ses épaules. Tous furent émerveillés par ses actes incomparables, car ses cheveux volant dans son dos trahissaient le fait qu'elle était une femme. »
Impressionné par son courage, Ragnar lui fait la cour en lui envoyant des messagers. Lagertha feint l'intérêt, mais fait attacher à l'entrée de sa maison un chien et un ours pour se mettre à l'abri de son soupirant. Ragnar, qui a prié ses compagnons de l'attendre dans la vallée de Gaular (en), arrive seul devant la maison de la jeune fille et se retrouve face aux bêtes. Il tue l'ours avec sa lance, étouffe le chien et gagne ainsi la main de Lagertha. Ensemble, ils ont un fils, Fridleif, et deux filles, dont l'histoire n'a pas retenu les noms.
Après son retour au Danemark pour lutter contre une guerre civile, Ragnar (qui, selon Saxo, n'a pas vraiment pardonné à Lagertha de lui avoir fait affronter des bêtes furieuses) divorce d'avec elle pour épouser Þóra Borgarhjǫrtr (Thora Town-Hart), la fille du roi de Suède Herrauðr (en). Il gagne la main de son nouvel amour après de nombreuses aventures, mais à son retour au Danemark il est de nouveau confronté à une guerre civile. Il demande à Lagertha de le soutenir en Norvège. Lagertha, qui l'aime toujours, vient à son secours avec 120 navires, selon Saxo. Lorsqu'au plus fort de la bataille, Siward, le fils de Ragnar, est blessé, Lagertha apporte la victoire à Ragnar avec une contre-attaque :
« Ladgerda, qui avait un esprit incomparable bien qu'un cadre délicat, couvre par sa splendide bravoure l'inclinaison des soldats à vaciller. Elle fit une percée, vola autour le front arrière l'ennemi, le prenant au dépourvu, et fit ainsi glisser la panique de ses amis vers le camp ennemi. »
De retour en Norvège, elle se dispute avec son mari et le tue avec un fer de lance qu'elle avait caché dans sa robe. Saxo conclut qu'elle a alors « usurpé à la fois le nom et la souveraineté de son mari, car cette dame très présomptueuse pensait qu'il était plus agréable de régner sans son mari que de partager le trône avec lui. »

## Sources possibles

### Sources de Saxo
Selon Judith Jesch, la riche variété des contes des neuf premiers livres de la Gesta de Saxo, qui comprennent l'histoire de Lagertha, sont « généralement considérés comme largement fictifs ». En dépeignant les nombreuses femmes guerrières dans ces contes, Saxo s'est appuyé sur la légende des Amazones de l'Antiquité classique, mais aussi sur une variété de sources en vieux norrois (en particulier en islandais), qui n'ont pas été clairement identifiées. La représentation des femmes guerrières de Saxo est également colorée par de la misogynie : comme la plupart des ecclésiastiques de l'époque, Saxo considérait les femmes seulement comme des êtres sexuels. Pour lui, les skjaldmö vikings qui avaient refusé ce rôle sont des exemples de désordre dans le vieux Danemark païen, qui a ensuite été guéri par l’Église et par une monarchie stable.
Une femme appelée Hlaðgerðr, qui règne sur le Hlaðeyjar, apparaît également dans les sagas du VIe siècle du roi skjöldung Halfdan. Elle donne à Ragnar vingt navires pour l'aider à vaincre ses ennemis. Hilda Ellis Davidson, dans son commentaire sur la Gesta, note également que ce nom a été utilisé par les Francs (par exemple Leutgarde, la femme de Guillaume Ier de Normandie, m. 942), et que le conte de Lagertha pourrait avoir son origine dans la tradition franque.
Quand Saxo décrit Lagertha comme « volant en ronds » (circumvolare dans le texte latin) à l'arrière de l'ennemi, il indique une parenté avec les valkyries, en lui attribuant le pouvoir de voler. L'histoire rappelle notamment celle de Kára, l'amante valkyrie de Helgi Haddingjaskati, qui vola au-dessus de lui dans la bataille comme un cygne, lançant des sorts pour l'aider.

### L'identité de Thorgerd, ou Þorgerðr Hölgabrúð
Davidson estime qu'il est possible, et Nora K. Chadwick très probable, que Lagertha soit en fait Þorgerðr Hölgabrúðr (Thorgerd), une déesse dépeinte dans plusieurs histoires.
Thorgerd était une déesse, ainsi que — tel qu'il est parfois affirmé — l'épouse, du dirigeant norvégien Haakon (c. 937–995), qui vivait à Hlaðir (Lade). Ce peut être à l'origine du nom Hlaðgerðr. Gaulardal, la vallée de Gaular (en) — où, selon Saxo, vivait Lagertha — se situe non loin et constitue le centre du culte de Thorgerd. C'est aussi, selon Snorri Sturluson, le lieu de résidence de l'épouse de Haakon, Thora. Finalement, la description de Lagertha venant en aide à Ragnar, les cheveux au vent, est semblable à la description que fait le Flateyjarbók de Thorgerd et sa sœur Irpa assistant Haakon.

## Dans la fiction

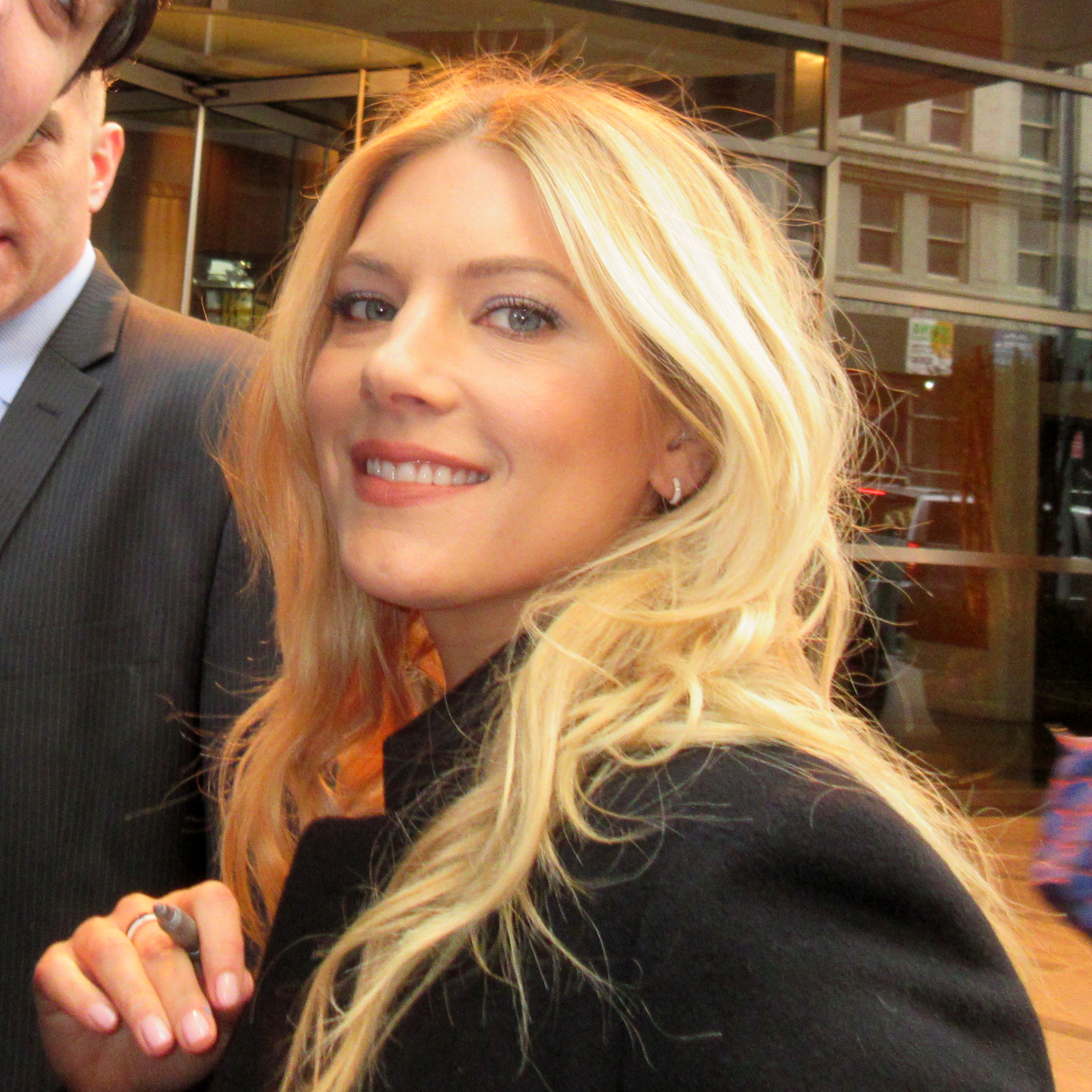
L'actrice Katheryn Winnick incarne Lagertha dans la série Vikings.

La pièce historique de Christen Pram (en), Lagertha (1789), est basée sur les interprétations de Saxo. Le chorégraphe Vincenzo Galeotti s'est inspirée du travail de Pram pour le premier ballet abordant un thème nordique, Lagertha (1801).
Plus récemment, Lagertha est un des personnages principaux de la série télévisée Vikings (2013), où elle est dépeinte comme une skjaldmö et la femme de Ragnar Lodbrok, mais aussi curieusement comme la mère de Björn Côtes de Fer. Dans la série, Largertha est interprétée par l'actrice canadienne Katheryn Winnick . Lucie Malbos considère que le personnage de Lagertha incarne de nouveaux éléments que l'on relie aux vikings tels que la liberté et un avant-gardisme en matière de droits des femmes. Cela tend à faire oublier la dimension patriarcale des sociétés scandinaves.
En 2023, elle apparaît à la télévision dans la série documentaire Vikings, les premiers rois réalisée par Alain Brunard. Dans celle-ci, Lagertha est interprétée par l'actrice franco-polonaise Natalia Pujszo.